# James R. Messenger
James Robert Messenger (* 4. September 1948 in Miami, Florida, Vereinigte Staaten; † 21. April 2015 in Marietta, Georgia) war ein US-amerikanischer Dokumentarfilmer.

## Leben und Wirken
Messenger besuchte bis 1966 die High School und hat sich bereits zu Schulzeiten künstlerisch betätigt, etwa als er sich an einer Aufführung des Musicals Die Romanticker (The Fantasticks) beteiligte. Nach dem Schulabschluss arbeitete Messenger in der Technologie- und Telefonbranche – er war zeitweise Angestellter bei Xerox und bei dem Telefonanbieter AT&T –, zeigte aber auch als viel und weit gereister Mann großes Interesse an der Herstellung von filmischen Dokumentationen. So produzierte bzw. inszenierte Messenger Ende der 1970er, Anfang der 1980er Jahre mehrere kurze Dokumentationen zu exotischen Themen, etwa über den ägyptischen Pharao Tutanchamun, die koreanische Töpferkunst und das Grabmal einer großen Liebe, den indischen Taj Mahal. 
Sein 1977 entstandener Erstling Of Time, Tombs and Treasures erhielt im darauf folgenden Jahr eine Oscar-Nominierung, und auch seine zweite Arbeit, Koryo Celadon, wurde für den Akademiepreis vorgeschlagen. Messengers letzter Film, über den Taj Mahal, erhielt 1982 den Emmy. Zu diesem Zeitpunkt hatte Messenger auch begonnen, Sachbücher zu schreiben. Während seiner Zeit bei der American Telephone & Telegraph Company konzipierte Messenger überdies 1982 die theoretische Schrift "The Theory of the Information Age" über die enormen Veränderungen, die die technologischen Umwälzungen von der analogen zum digitalen Zeitalter mit sich bringen werden. Messenger starb 2015 an Bauchspeicheldrüsenkrebs.

## Filmografie (komplett)
Kurzdokumentarfilme als Drehbuchautor und Produzent, wenn nicht anders angegeben:
- 1977: Of Time, Tombs and Treasures
- 1979: Koryo Celadon
- 1982: The Taj Mahal (auch Regie)

## Werke (Auswahl)
- The Death of the American Telephone & Telegraph Company
- How "Ma Bell" Died Giving Birth to the Information Age
- The Book of Love – The Guidebook for Anyone Who Ever Wanted to Be in Love
- If I Won the Nobel Prize
- CATHARSIS – America at the Turn of the 21st Century